# Formiato di potassio
Il formiato di potassio è il sale di potassio dell'acido formico.
A temperatura ambiente si presenta come un solido bianco inodore.